# Chris Garneau
Chris Garneau (né en 1982 à Boston) est un auteur-compositeur-interprète américain. La musique de Garneau a un style combinant des éléments de folk, de pop et de baroque.
Garneau cite Jeff Buckley, Nina Simone, Nico et Chan Marshall parmi ses influences musicales.

## Enfance
Christopher Garneau est né à Boston. Sa famille s'est installée en France durant la période de l'école primaire, avant de retourner aux États-Unis. D'abord dans le New Jersey puis à New York lorsque Chris Garneau a 19 ans. Garneau aime la musique dès le plus jeune âge : il apprend le piano à 5 ans. Après le lycée, Garneau passe un semestre au Berklee College of Music de Boston puis arrive à New York, dans le quartier de Brooklyn. Là, il compose de la musique et joue en public dans des petits lieux situés à East Village et à Lower East Side, dans Manhattan.
Depuis 2011, il habite à la campagne, dans une ferme, où il écrit et élève des chèvres et des poulets.

## Carrière
La maison de disques de Chris Garneau est Absolutely Kosher, située à Emeryville, Californie. Le premier album Music for Tourists sort en octobre 2006, puis sur iTunes en janvier 2007. Après l'album, Chris Garneau tourne aux États-Unis, au Canada, au Brésil et en Europe.
En décembre 2007, il réalise un EP intitulé C-Sides.
Deux titres de Garneau sont utilisés dans des épisodes de la série Grey's Anatomy et un autre dans le spin-off Private Practice.
L'album El Radio paraît en juillet 2009. Il est dédié à sa grand-mère défunte.
En 2010, Chris Garneau reprend La plus belle pour aller danser, une chanson de Sylvie Vartan, pour la bande-originale du film Thelma, Louise et Chantal.
Cette chanson est à nouveau interprétée dans le film sur Sylvie Vartan Tout le monde l'appelle Sylvie sur France 3 septembre 2010.
Le disque Winter Games est diffusé le 6 décembre 2013 en numérique, et le CD paraît le 14 avril 2014. Chris Garneau s'est inspiré de souvenirs sur l'hiver, collectés auprès de sa famille et de ses amis, pour composer ce disque, qu'il considère comme « le plus honnête », et qui est plus expérimental que ses albums précédents.

## Discographie
- Music for Tourists (2006)
- C-Sides (2007)
- El Radio (2009)
- Winter Games (2013)
- Yours (2018) le 6 décembre 2013 en numér
- The Kind (2021)